# Shelley Olds
Shelley Olds, attiva nel 2010 con il nome di Shelley Evans (Groton, 30 settembre 1980), è un'ex ciclista su strada ed ex pistard statunitense.

## Palmarès

### Strada
- 2010 (Peanut Butter & Co-Twenty12, otto vittorie)

1ª tappa Women's Tour of New Zealand (Martinborough > Masterton)
2ª tappa Women's Tour of New Zealand (Masterton > Palmerston North)
5ª tappa Women's Tour of New Zealand (Palmerston North > Masterton)
6ª tappa Women's Tour of New Zealand (Wellington > Wellington)
Classifica generale Women's Tour of New Zealand
4ª tappa Tour of the Gila (Silver City > Silver City)
Campionati panamericani, Prova in linea
10ª tappa Giro Donne (Monza > Monza)
- 2011 (Diadora-Pasta Zara, una vittoria)

Trofeo Costa Etrusca Internazionale Femminile
- 2012 (AA Drink-Leontien.nl, due vittorie)

Tour of Chongming Island World Cup
6ª tappa Giro Donne (Modena > Salsomaggiore Terme)
- 2013 (Team Tibco-To The Top, tre vittorie)

Grand Prix Cycliste de Gatineau
1ª tappa Joe Martin Stage Race (Fayetteville > Fayetteville)
3ª tappa Joe Martin Stage Race (Fayetteville > Fayetteville)
- 2014 (Alé Cipollini, sei vittorie)

2ª tappa Vuelta Internacional Femenina a Costa Rica (Orotina > Parrita)
5ª tappa Vuelta Internacional Femenina a Costa Rica (San José > San José)
Gran Premio Comune di Cornaredo
Winston Salem Cycling Classic
1ª tappa Giro della Toscana Femminile-Memorial Michela Fanini (Segromigno in Piano > Segromigno in Piano)
Classifica generale Giro della Toscana Femminile-Memorial Michela Fanini
- 2015 (Alé Cipollini, tre vittorie)

White Spot/Delta Road Race
2ª tappa Ladies Tour of Norway (Svinesund > Halden)
Madrid Challenge by La Vuelta

#### Altri successi
- 2007 (Dilettanti)

Giro di Burnaby
- 2008 (Proman Hit Squad)

Criterium San Francisco
- 2009 (Proman Hit Squad)

Cat's Hill Classic
Criterium Morgan Hill
2ª tappa Tulsa Tough (Tulsa)
3ª tappa Tulsa Tough (Tulsa)
Classifica generale Tulsa Tough
Classifica traguardi volanti Giro della Toscana Femminile-Memorial Michela Fanini
- 2013 (Team Tibco-To The Top)

Classifica a punti Tour of the Gila
Classifica a punti Giro della Toscana Femminile-Memorial Michela Fanini
- 2014 (Alé Cipollini)

Classifica traguardi volanti Vuelta Internacional Femenina a Costa Rica
Prologo Giro della Toscana Femminile-Memorial Michela Fanini (Campi Bisenzio)
Classifica a punti Giro della Toscana Femminile-Memorial Michela Fanini
- 2015 (Alé Cipollini)

Classifica a punti Ladies Tour of Norway

### Pista
- 2008

Campionati statunitensi, Scratch

## Piazzamenti

### Grandi Giri
- Giro d'Italia

2009: 29ª
2010: 40ª
2011: non partita (3ª tappa)
2012: 27ª
2013: 80ª
2014: 88ª

### Competizioni mondiali
- Campionati del mondo su strada

Melbourne 2010 - In linea Elite: ritirata
Copenaghen 2011 - In linea Elite: 22ª
Valkenburg 2012 - In linea Elite: ritirata
Ponferrada 2014 - In linea Elite: 6ª
Richmond 2015 - In linea Elite: ritirata
- Campionati del mondo su pista

Pruszków 2009 - Scratch: 12ª
Pruszków 2009 - Corsa a punti: 16ª
- Giochi olimpici

Londra 2012 - In linea: 7ª